# Džanići
Džanići su naseljeno mjesto u općini Konjic, Federacija Bosne i Hercegovine, BiH.
Džanići su smješteni u strani na lijevoj obali kanjona Neretvice. 

## Stanovništvo

### 1991.
Nacionalni sastav stanovništva 1991. godine, bio je sljedeći:
ukupno: 51
- Muslimani – 43
- Hrvati – 7
- ostali, neopredijeljeni i nepoznato – 1

### 2013.
Nacionalni sastav stanovništva 2013. godine, bio je sljedeći:
ukupno: 12
- Bošnjaci – 12

## Znamenitnosti
U selu je džamija s drvenom munarom i oko nje prostrano mezarje.

## Vanjske poveznice
- Satelitska snimka[neaktivna poveznica]